# بخش ناتینگهام (شهرستان هریسون، اوهایو)
بخش ناتینگهام (به انگلیسی: Nottingham Township) یک منطقهٔ مسکونی در ایالات متحده آمریکا است که در شهرستان هریسون، اوهایو واقع شده‌است.
 بخش ناتینگهام ۷۶٫۳۸ کیلومتر مربع مساحت و ۳۲۴ نفر جمعیت دارد و ۳۳۵ متر بالاتر از سطح دریا واقع شده‌است.